# Dead Man's Wire
Dead Man's Wire är en amerikansk historisk kriminaldramafilm, som har en planerad premiär i september 2025 på Toronto International Film Festival. Filmen är regisserad av Gus Van Sant efter ett manus skrivet av Austin Kolodney.

## Handling
Den 8 februari 1977 gick Tony Kiritsis in på kontoret till Richard Hall, vd för Meridian Mortgage Company, och tog honom som gisslan. Med sig hade han ett avsågat hagelgevär som var kopplat med en "dead man's wire" från avtryckaren till Tonys egen hals.

## Rollista (i urval)
- Bill Skarsgård - Tony Kiritsis
- Dacre Montgomery - Richard Hall
- Colman Domingo - Fred Temple
- Myha'la Herrold - Linda Page
- Cary Elwes
- John Robinson
- Al Pacino